# Tragédia de Bradford

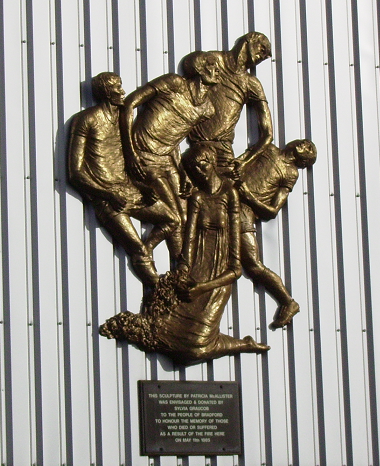
Monumento no stand principal do Estádio Valley Parade em memória às vítimas do incêndio.

A Tragédia de Bradford foi um incêndio ocorrido nas arquibancadas do Estádio Valley Parade, em Bradford, Inglaterra, no dia 11 de maio de 1985, no qual 56 pessoas foram mortas e pelo menos outras 265 ficaram feridas. Tudo aconteceu durante uma partida da Football League Third Division (a terceira divisão da Inglaterra), entre o Bradford City e o Lincoln City. Duas semanas depois, em 29 de maio, ocorreria a Tragédia de Heysel, que culminou na morte de mais 39 torcedores, na final da Liga dos Campeões da Europa entre o Liverpool e a Juventus de Turim.

## A Tragédia
às 15h00 do dia 11 de maio de 1985 foi agendado para ser disputado uma partida válida pela última rodada da Football League Third Division daquele ano, entre o Bradford City e o Lincoln City, no Estádio Valley Parade, em Bradford, onde a equipe local comemoraria sua promoção para a Football League One (a segunda divisão inglesa). Aos 40 minutos do primeiro tempo (com o placar ainda em 0 - 0), um pequeno incêndio iniciou-se na arquibancada principal - que remonta a 1908 e nunca havia sido reformada - foi relatado pelo comentarista de TV John Helm. O árbitro Don Shaw, então, suspendeu o jogo três minutos antes do intervalo, mas em menos de quatro minutos, em condições de vento adversas, o fogo engoliu todo a arquibancada, prendendo algumas pessoas em seus assentos. A maioria dos espectadores, então, saltou para o campo de jogo para se proteger. Aqueles que decidiram escapar pelos tornos de entrada ficaram presos no incêndio, porque as portas estavam fechadas. Houve muitos casos de heroísmo, com mais de 50 pessoas recebendo prêmios ou elogios da polícia.
Investigações posteriores determinaram que a causa do incêndio foi um cigarro ou um fósforo mal apagado, que junto com os restos de lixo acumulados ao longo dos anos sob os bancos e madeira das arquibancadas teve um efeito devastador. Em apenas quatro minutos o fogo se espalhou por todo o estande causando sua queda.
O Bradford City já havia recebido relatórios com críticas em relação às estruturas de madeira das arquibancadas e às rotas de saída pouco práticas. Assim, o clube já planejava uma reforma para resolver os problemas apontados, mas não houve tempo. Num dia que era para ser de festa, com a entrega do troféu de campeão ao clube, o Estádio Valley Parade transfigurou-se no inferno.

## Consequências
Como resultado do incêndio e da consequente tragédia, as autoridades britânicas criaram novos padrões de segurança nos campos de futebol do Reino Unido, para combater a insegurança e vandalismo em espaços desportivos, incluindo a proibição de novas arquibancadas de madeira.
Como resultado do incêndio devastador, o Bradford City foi forçado a jogar seus jogos na temporada 85/86 e na primeira rodada da temporada 86/87 em outros estádios. Estes eram o Estádio Odsal em Bradford (propriedade do Bradford Bulls), no Estádio Leeds Road (propriedade do Huddersfield Town) e no Estádio Elland Road (de propriedade do Leeds United). Em 14 de dezembro de 1986, diante de um público de 15 000 espectadores, o novo estádio foi inaugurado.

## Controvérsias
No ano de 2004, a tragédia foi relembrada por conta de uma campanha publicitária da empresa italiana Diadora (patrocinadora do Bradford City), que usou imagens da tragédia em uma campanha publicitária. O então vice-presidente do clube Phillip Marshall enviou sua queixa à empresa, que concordou com a retirada das imagens.

## Homenagens
- Alguns dos mais famosos músicos britânicos, sob o nome de "The Crowd", gravaram um single para angariar fundos para a fundação das vítimas da tragédia, entre eles estava Sir Paul McCartney.[1][2]

- Nas proximidades do estádio foi instalada uma escultura doada pela cidade alemã de Hamm, cidade-gêmea de Bradford. Uma escultura doada por Sylvia Graucop também foi instalada.[1][2]

- No primeiro jogo da temporada 2001/2002, foi inaugurada uma placa com os nomes dos mortos na tragédia.[1][2]